# Blackfriars
Blackfriars es un barrio del municipio londinense de la City de Londres, Inglaterra. Toma su nombre de black (negro) y frères (hermanos, en francés) en referencia a la Orden de Predicadores, quienes trasladaron su priorato de Holborn a una zona entre Ludgate Hill y el Támesis hacia 1276, obteniendo el permiso de Eduardo I de Inglaterra para reedificar la muralla de Londres en la zona.